# White Eye
White Eye é um curta-metragem em live action israelense de 2019, de Tomer Shushan. Foi nomeado para Melhor Curta.metragem em live action no 93º Oscar.

## Enredo
Um homem encontra sua bicicleta roubada e agora pertence a um estranho. Em suas tentativas de recuperar a bicicleta, ele luta para permanecer humano.

## Prêmios e indicações
- Indicação ao Oscar de Melhor Curta-metragem em live action[4]
- Festival de Cinema SXSW - Prêmio do Júri de Curta Narrativa[5]
- Palm Springs ShortFest[6]